# Kionotrochus
Kionotrochus is een geslacht van koralen uit de familie van de Turbinoliidae.

## Soort
- Kionotrochus suteri Dennant, 1906